# Пелія Нееса
Пелія Нееса (Pellia neesiana) — вид печіночників родини пелієвих (Pelliaceae).

## Поширення
Батьківщиною є Європа, Азія, Північна Америка.
Зустрічається, серед іншого, в низинних торф’яних районах, на грубій підстилці в очеретах і болотах. Крім того, зустрічається на плейстоценових піщаних ґрунтах вздовж канав, струмків і провалів доріг.

## Галерея

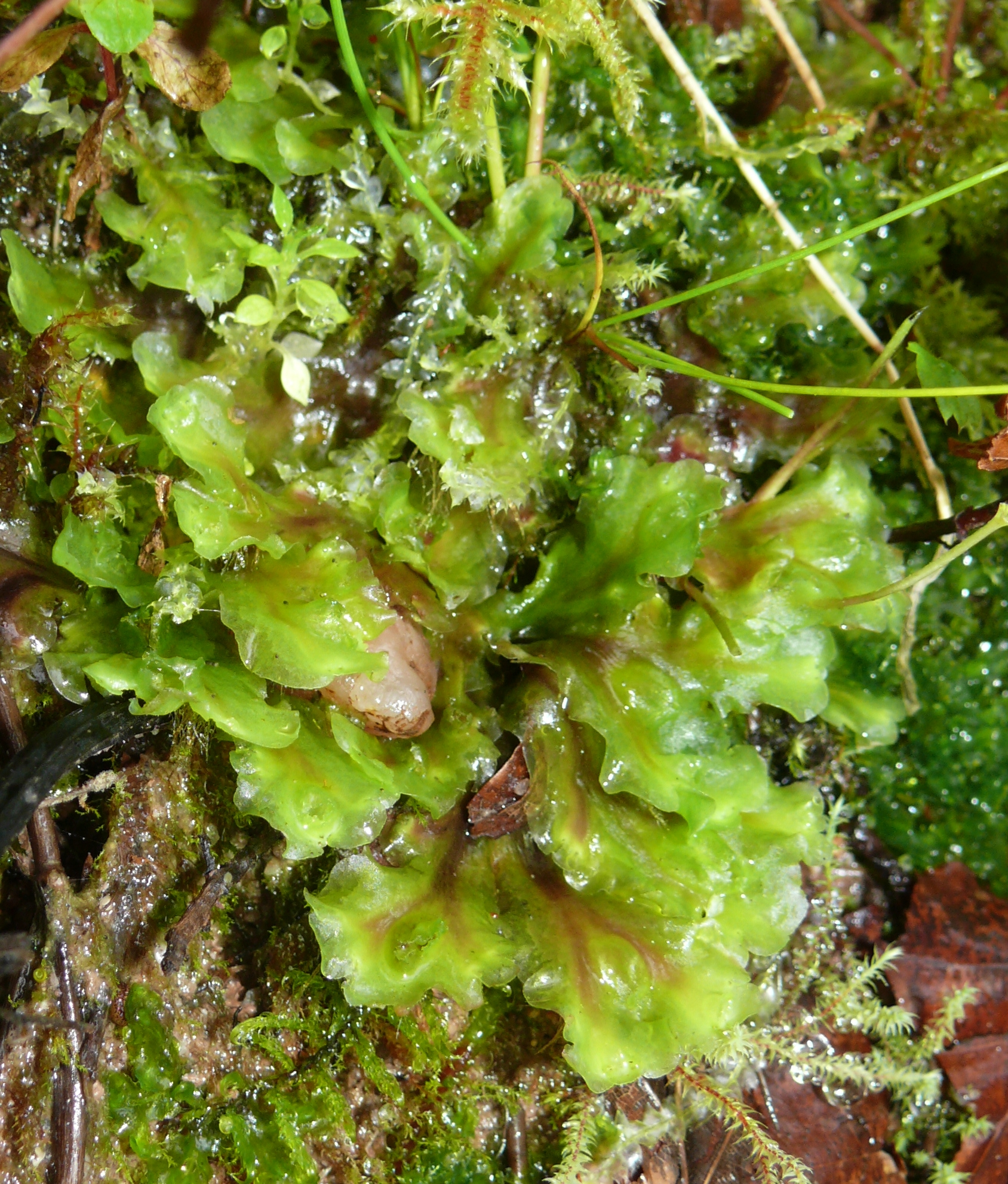
Чоловіча особина
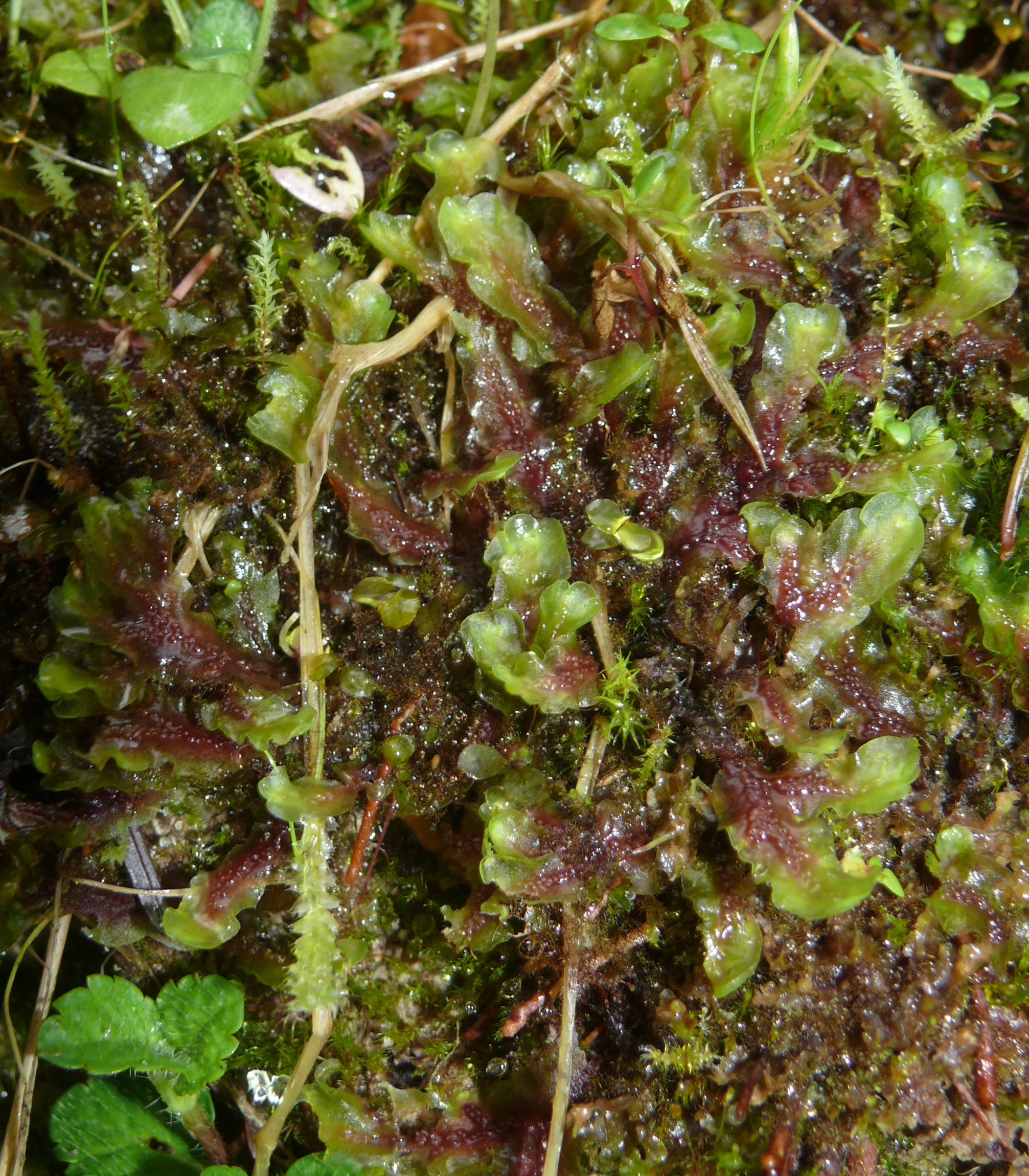
Жіноча особина
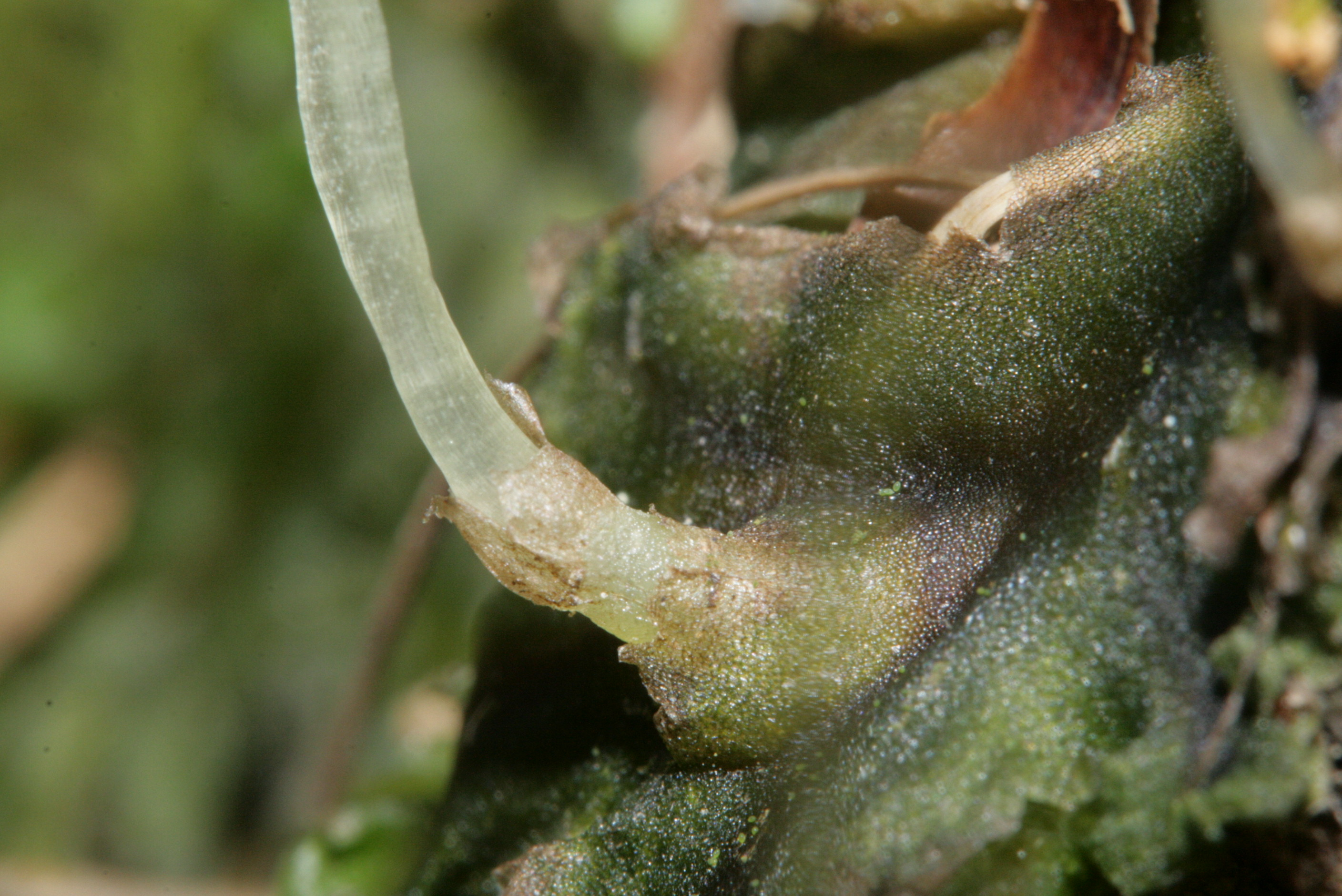
Прикріплення спорофіта до талому
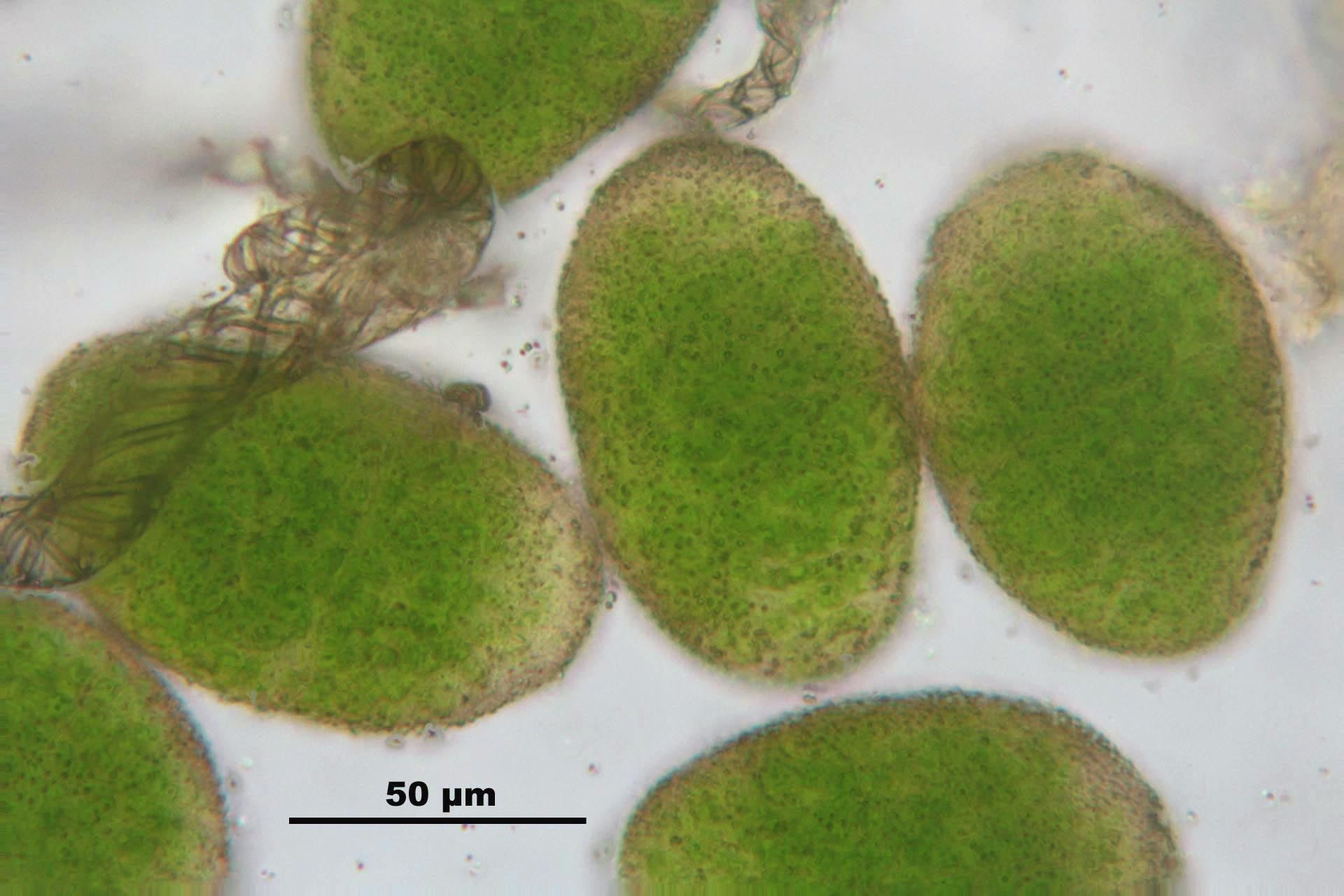
Спори